# Cephalozia macrostachya
Cephalozia macrostachya là một loài rêu trong họ Cephaloziaceae. Loài này được Kaal. mô tả khoa học đầu tiên năm 1902.